# Julienne
Julienne es una comuna francesa situada en el departamento de Charente, en la región Nueva Aquitania. 

## Demografía
| 257 | 280 | 307 | 296 | 381 | 395 | 505 |
| Para los censos de 1962 a 1999 la población legal corresponde a la población sin duplicidades (Fuente: INSEE [Consultar]) |     |     |     |     |     |     |